# Sexualbrott i Sverige

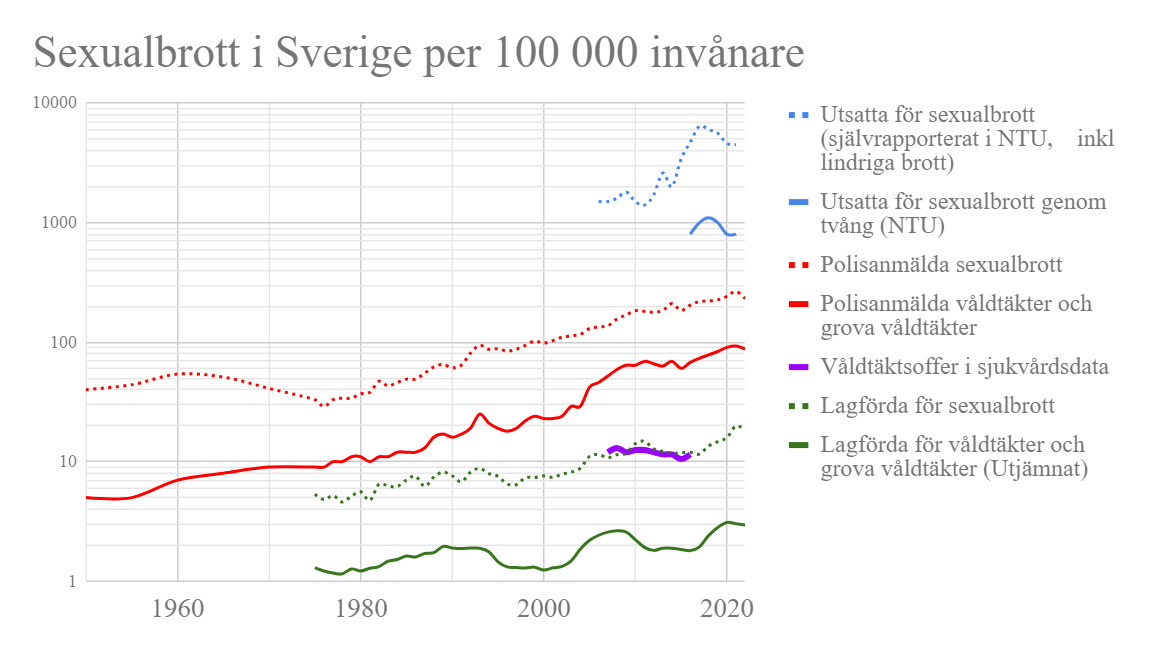
Antal sexualbrott i Sverige per 100 000 invånare över tid. Logaritmisk vertikal skala. Datakällor: BRÅ, SCB, Socialstyrelsen via DN.

Sexualbrott i Sverige är brott mot 6 kap brottsbalken. Kapitlet straffbelägger våldtäkt, sexuellt tvång, sexuellt utnyttjande av person i beroendeställning, våldtäkt mot barn, sexuellt utnyttjande av barn, sexuellt övergrepp mot barn, utnyttjande av barn för sexuell posering, köp av sexuell handling av barn, sexuellt ofredande, köp av sexuell tjänst, incest och koppleri. Sedan 2018 finns en särskild samtyckeslagstiftning, där samtycke uttryckligen krävs för att göra handlingen laglig.
I den Nationella trygghetsundersökningens (NTU) enkätstickprov uppgav sig mellan 1,5 och 1,8 procent av befolkningen ha varit utsatta för sexualbrott åren 2006 till 2012, något som hade ökat till 6,0 procent år 2018. I denna självrapporterade utsatthet ingår allt från lindrigare brott såsom kränkande sexuella kommentarer till grova våldtäkter. Främst uppger unga kvinnor utsatthet för sexualbrott. Av kvinnor i stickprovet i åldern 16 till 24 uppgav sig 32,2 procent ha varit utsatta för sexualbrott år 2018. Särskilt utsatta grupper enligt självrapporteringen är också ensamstående kvinnor utan barn, svenskfödda kvinnor med utländska föräldrar, samt kvinnor i storstäder och i flerfamiljshus.
Anmälningsbenägenheten för sexualbrotten i stickprovet har fluktuerat kraftigt (mellan 8 och 23 procent åren 2005 till 2016), och är låg jämfört med andra brottstyper. Enligt en statistisk analys från 2018 av Dagens Nyheter finns inget som stöder att ökningen av sexualbrott skulle bero på ökad anmälningsbenägenhet.
Under 2016 polisanmäldes 20 300 sexualbrott i Sverige. Hälften av de polisanmälda brotten klassas som sexuellt ofredande eller blottning. Våldtäkt och försök till våldtäkt står för nära 29 procent av alla anmälda sexualbrott (2016). Antalet polisanmälda våldtäkter och grova våldtäkter i Sverige har ökat från drygt 5 400 år 2008, till 6 715 år 2016. En tiondel var överfallsvåldtäkter och en tiondel av dessa var i sin tur gruppöverfallsvåldtäkter. Sverige hade det näst högsta antalet anmälda våldtäkter per capita inom OECD år 2012. Sverige låg dessutom överlägset högst i EU 2014 med nästan 28 procent fler bokförda brott per 100 000 invånare. Det faktiska antalet våldtäkter bedöms följa antalet sexualbrott, vilket har ökat kraftigt efter 2012 enligt Nationella trygghetsundersökningen. Antalet polisanmälningar påverkas av att anmälningsbenägenheten kan vara olika i olika länder och olika år, och av att i Sverige ger upprepade incidenter numera upphov till separata rapporter, i syfte att synliggöra problemet. Sverige har sedan 2005 ett vidare våldtäktsbegrepp än många andra länder, som innefattar våldtäkt av make och samlag med barn utan att våld eller hot har förekommit. 
Det är bara ett fåtal som åtalas för våldtäkt, åtalsfrekvensen är 10–15 procent, och personuppklarningsfrekvensen 15–20 procent (2006–2015). Antalet dömda för våldtäkt har legat mellan 86 och 321 årligen 1975 till 2019, med en topp år 2008 på 262, och en år 2019 på 321.

## Incest
Incest betecknar sexualhandlingar mellan nära släktingar. I svensk lagstiftning finns särskilda straffbud som rör incest i 6 kap. 7 § brottsbalken. Den som har samlag med eget barn eller dess avkomling kan dömas för brottet samlag med avkomling till fängelse i högst två år. Vidare kan den som har samlag med sitt helsyskon dömas för samlag med syskon till fängelse i högst ett år. Den som förmåtts till gärningen genom olaga tvång eller på annat otillbörligt sätt ska emellertid inte straffas.

### Historia
Incest kallades i Sverige förr blodskam, och var ett brott belagt med dödsstraff i nästan alla äldre lagstiftningar. År 1439 infördes katolska kyrkans definition av incest som kätteri, som straffades med bränning på bål. Detta straff kvarstod med en ny lag år 1528. År 1610 brändes en man och två systrar (obesläktade med mannen) levande på bål i Stockholm efter att mannen haft samlag med båda systrarna. Blodskam gällde inte bara sexuella handlingar mellan biologiska släktingar, utan även mellan de släktled inom vilka äktenskap är förbjudet i den mosaiska lagen. Det sågs därmed som brott mot Guds egen lag och på denna bibliska syn grundade sig även 1734 års svenska lag.
Historiska rättegångsprotokoll kan ge exempel på att brottet bestraffades lika strängt oavsett vilken form av släktskap det gällde, och man kan finna olika former av släktskap representerade. År 1664 omtalas en avrättning av två biologiska syskon i Ölmstad i Småland:
| ”      | "Dher efter framfördes för Rätten Anders Jönsson i Långhult, Bursiö [Burseryd] Sochn, gift man, tillijka medh hans kiötzliga syster Jngiel Jönsdotter ogift, hwilke bägge jn för Rätten fijwilleligen bekienna, att dhe på åhr och dagh hafwa haft lägersmåhl tillsammans och barn aflat, som är födt medan dhe hafwa sutit i fengelse på Jönekiöpingz Slott, dhe tillfrågades om dhe länger än på ett åhr hafwa haft beblandelse, dher till dhe alldeles nekadhe, och bedja om nådigt straf. Detta skiötz till Nembdens öfwerwägande, och blef resolverat efter Gudz Lagh, den andre Booken Moises 20 och 27 Cap: att dhe skole begge, både Anders jönsson och Jngiell Jönsdotter straffas till lijfwet. Hwar medh Befalningzmannen lät föra dhem neder i Byen, dher att tröstas af Gudz ordh och det H. Altarens Sacramente, efter som han lät medh Executionen dagen efter åth fullfölljas, så att begge bem:te syskion miste hufwuden och brändes i båhl." | „ |
| [ 17 ] | |   |

Andra exempel är:
- År 1705 blev Sigrid Pålsdotter i Härjedalen halshuggen och bränd på bål för att ha fått ett barn med sin biologiske son Olof Jonsson Joll, som halshöggs, styckades, steglades, och fick huvudet spetsat på påle.
- Samma år blev syskonen Olof och Karin Sjulsdotter halshuggna i Jämtland för att ha fått ett barn tillsammans, trots att deras mor, syskon och även andra bad om ett lindrigt straff då de var omtyckta och "skötsamma" i övrigt.
- 1720 avrättades Kierstin Germundsdotter och hennes halv-brorson Matte Olufsson i Dalsland efter att ha fått barn tillsammans;
- 1742 avrättades halvsyskonen "Drängen Snäckers" och Annicka Persdotter på Gotland för incest.
- 1756 halshöggs Anders Pehrsson och hans dotter Elna Andersdotter för incest i Malmö.

Det gjordes ingen skillnad på släktskapens närhet, och en mindre grad av släktskap uppfattades inte som mindre brottsligt. Samma straff gällde även för icke-biologiska släktskap, och för förbindelser som nu inte skulle räknas som incest:
- den 36-åriga änkan Maria Dullfjär och hennes 24-åriga styvson Albrekt, son till hennes döde man och dennes första fru, efter att ha fått ett barn, dömdes i Brunflo den 19 juli 1721 till döden för blodskam. Hovrätten fastställde domen, som var i enlighet med 3 Mos (20:11), och samma dag halshöggs Maria och Albrekt.

Att personer avrättades för blodskam trots att de inte var biologiskt släkt med varandra berodde på religionens definition av släktskap, där ingifta släktingar räknades lika högt som biologiska släktingar.
Ett liknande fall i Västmanland innefattade Brita Johansdotter och hennes fyra år yngre styvson, Mats Johansson (även han gift), som förälskade sig. Paret rymde hemifrån 1739 och levde i vildmarken som efterlysta en tid innan de häktades. De ställdes sedan inför rätta i Västerås 1740 och efter tre rättegångar tvingades de erkänna. Den 30 oktober 1741 blev Brita halshuggen och bränd på bål och Mats halshöggs, styckades och sattes upp på fem stegel.
Blodskammen gällde alla former av ingift släktskap;
- 1704 avrättades Oluf Svensson och hans halvmorbrors fru Anna Olufsdotter i Västerbotten för samlag,
- 1721 hängdes Erik Ohlsson och hans frus syster Karin Andersdotter i Dalarna för att ha haft sex,
- 1724 avrättades Dordi Rasmusdotter och hennes systers man Oluf Jönsson i Bohuslän efter att ha fått barn tillsammans, och så sent som år
- 1797 halshöggs och brändes Caisa Larsdotter i Skåne efter att ha haft sex med sin styvfar Olof Nilsson.

Det troligen sista fallet av en avrättning för blodskam i Sverige inträffade år 1828, då  Anders Nilsson avrättades i Umeå för incest med sin dotter. Dottern, Cajsa Stina, benådades av kungen till två års fängelse.
Nyare lagstiftningar, bland annat den svenska strafflagen från 1864, stadgade som regel straffarbete. Begicks brottet mellan personer som var besläktade eller besvågrade i rätt upp- och nedstigande led (far och dotter, far och sonhustru), bestraffades den i uppstigande led strängare än den i nedstigande led, eftersom den förre ansågs som förförare. I ett fall med incest mellan far och dotter var straffet enligt lagen för fadern straffarbete på livstid eller i minst 8 och högst 10 år, och för dottern straffarbete i minst 2 månader och högst 4 år.

## Koppleri
Koppleri är en juridisk term för företeelsen att främja eller ta emot pengar som härrör från prostitution. I Sverige är koppleri ett brott som straffbeläggs i 6 kap 12 § brottsbalken. Är det fråga om större omfattning som till exempel vid bordellrörelse bedöms brottet ofta som grovt jämlikt 6 kap 12 § 3 st BrB och då kan hemlig rumsavlyssning (buggning) tillåtas under spaning, som sker under förundersökningen.
Kriterierna som ställts upp är att
- någon är misstänkt
- åtgärden är av synnerlig vikt för förundersökningen
- skälen för åtgärden uppväger det intrång eller men som den innebär för den misstänkte.[20]

Straffet för koppleri är enligt 6 kap 12 § högst fyra års fängelse.

## Sexköp
Sexköpslagen är den informella beteckningen på förbudet mot köp av sexuella tjänster i 6 kap 11 § brottsbalken. Bestämmelsen innebär att det är straffbelagt att köpa sexuella tjänster, men inte att sälja dem. Den ursprungliga sexköpslagen antogs av riksdagen den 29 maj 1998, och löd:
| Den som mot ersättning skaffar sig en tillfällig sexuell förbindelse, döms - om inte gärningen är belagd med straff enligt brottsbalken - för köp av sexuella tjänster till böter eller fängelse i högst sex månader. |

Lagen trädde i kraft den 1 januari 1999. Den upphörde att gälla 1 april 2005 genom att bestämmelsen överfördes till brottsbalken.

## Sexuellt ofredande
Sexuellt ofredande är ett brott enligt svensk lag som behandlas i brottsbalken 6 kap 10 §:
| Den som, i annat fall än som avses förut i detta kapitel, sexuellt berör ett barn under femton år eller förmår barnet att företa eller medverka i någon handling med sexuell innebörd, döms för sexuellt ofredande till böter eller fängelse i högst två år. Detsamma gäller den som blottar sig för någon annan på ett sätt som är ägnat att väcka obehag eller annars genom ord eller handlande ofredar en person på ett sätt som är ägnat att kränka personens sexuella integritet. |

Paragrafen är uppdelad i två stycken, varav det första stycket omfattar barn under 15 år medan det andra stycket omfattar såväl vuxna som barn.
Sexuellt ofredande kan vara till exempel blottande eller tafsande, vilket är det vanligaste. Det kan också vara sexting eller sexchatt med ett barn under 15 år. Den avgörande skillnaden mellan ett ofredande och ett sexuellt ofredande är om det finns ett sexuellt inslag. Straffet för sexuellt ofredande är böter eller fängelse i högst två år.

## Våldtäkt
Ursprungligen innebar våldtäkt juridiskt sett att en eller flera människor med våld tvingade en kvinna till samlag. Genom förändringar i lagstiftningen har begreppet senare utvidgats. Idag omfattar definitionen både män och kvinnor. Det behöver inte heller röra sig om ett samlag utan det räcker med "en jämförbar sexuell handling" till exempel penetrering med främmande föremål. Det är heller inte nödvändigt att offret gör motstånd för att det skall räknas som våldtäkt. Utvidgningarna innebär att vissa brottsliga handlingar som tidigare rubricerades på annat sätt, exempelvis som sexuellt utnyttjande, numera faller under våldtäktsbegreppet. Den 1 juli 2013 utvidgades våldtäktsbegreppet ytterligare till att även omfatta passiva offer.

### Brottsbalken skrivning om våldtäkt
Våldtäktsbegreppet beskrivs i kapitel 6 i brottsbalken (BrB) som skrevs om med verkan från 1 april 2005. Ändringarna innebar ökat skydd mot sexuella kränkningar och förstärkning av den sexuella integriteten och självbestämmanderätten. Begreppet våldtäkt utvidgades så att fler gärningar bedöms som våldtäkt, till exempel genom att kravet på tvång satts lägre och genom att de allvarligaste fallen av sexuellt utnyttjande arbetats in i våldtäktsbestämmelsen. Detta betyder att man vid studie av äldre rättsfall där viss gärning bedömts som sexuellt utnyttjande bör beakta att den nu kanske kan bedömas som våldtäkt.
Portalparagrafen är 6 kap. 1 § BrB som är indelad i fyra stycken.
Första stycket lyder:
| Den som genom misshandel eller annars med våld eller genom hot om brottslig gärning tvingar en person till samlag eller till att företa eller tåla en annan sexuell handling som med hänsyn till kränkningens art och omständigheterna i övrigt är jämförlig med samlag, döms för våldtäkt till fängelse i lägst två och högst sex år. |

Anmärkning: Enligt högsta domstolens dom 1986 (sidan 127) är en typisk våldtäkt när en kvinna tvingats till samlag under strupgrepp. I ett rättsfall från 1997 finns exempel på såväl våldtäkt som sexuellt utnyttjande i äldre lydelse av 3 §. Justitierådet Torkel Gregows särskilda votum belyser gränsdragningsproblem.
Andra stycket lyder:
| Detsamma gäller den som med en person genomför ett samlag eller en sexuell handling som enligt första stycket är jämförlig med samlag genom att otillbörligt utnyttja att personen på grund av medvetslöshet, sömn, berusning eller annan drogpåverkan, sjukdom, kroppsskada eller psykisk störning eller annars med hänsyn till omständigheterna befinner sig i ett hjälplöst tillstånd. |

Anmärkning: Detta stycke förutsätter inte våld utan att offret av annat skäl är försvarslös vilket utnyttjas av gärningsmannen. Hovrätten över Skåne och Blekinge dom RH 2008:6 är en typisk våldtäkt på sovande kvinna. Här övervägde hovrätten att döma enligt tredje stycket men fann att andra stycket skulle tillämpas varför gärningsmannen dömdes till två års fängelse.
Tredje stycket lyder:
| Är ett brott som avses i första eller andra stycket med hänsyn till omständigheterna vid brottet att anse som mindre grovt, döms för våldtäkt till fängelse i högst fyra år. |

Anmärkning: I NJA 2008 s. 482 förekom inget samlag utan en man har stuckit in sina fingrar i kvinnas underliv medan hon sov men avbrutit sitt förehavande så snart hon vaknat och tydligt visat att hon inte var intresserad. Högsta domstolen kom i mål B 1793-07 fram till att tredje stycket skulle tillämpas.
Fjärde stycket lyder:
| Är brott som avses i första eller andra stycket att anse som grovt, döms för grov våldtäkt till fängelse i lägst fyra och högst tio år. Vid bedömande av om brottet är grovt skall särskilt beaktas, om våldet eller hotet varit av särskilt allvarlig art eller om fler än en förgripit sig på offret eller på annat sätt deltagit i övergreppet eller om gärningsmannen med hänsyn till tillvägagångssättet eller annars visat särskild hänsynslöshet eller råhet. |

Gruppvåldtäkt anses som försvårande och som grovt brott och de som deltagit kan därför dömas enligt detta stycke.
Upprepade våldtäkter mot närstående kan medföra förhöjt straff genom tillämpning av reglerna för grov kvinnofridskränkning. Malmö tingsrätt dömde den 3 februari 2009 en man för ett antal våldtäkter och grov kvinnofridskränkning av två kvinnor till 12 års fängelse samt till att utge skadestånd på sammanlagt mer än en miljon kronor.

### Prejudikat
Sedan 1981 har Högsta domstolen 15 rättsfall redovisade om våldtäkt.

### Statistik
Den kraftigaste ökningen av anmälningar sedan 1975 har varit för sexualbrott. Ökningen i antalet anmälningar sedan 1975, och framförallt under senare tid, beror enligt forskning på lagförändringar och att våldtäktsdefinitionen i svensk lag utvidgats i omgångar (nu senast till att omfatta bland annat sådant som tidigare ingick i sexuellt ofredande), förändrad statistikföring, ökad anmälningsbenägenhet, ökad mediebevakning, minskad tolerans för våldtäkter, ökad alkoholkonsumtion och förändrad tillfällesstruktur med mer okända möten har påverkat utvecklingen. Att den registerbaserade statistiken över polisanmälda sexualbrott och i synnerhet våldtäkt ökat har rönt stor uppmärksamhet i medierna, men resultat i Brottsförebyggande rådets Nationella trygghetsundersökning (NTU) 2013 tyder på att omfattningen av sexualbrott har varit relativt oförändrad sedan 2005 (se figur 1). NTU 2016 konstaterade att antalet sexualbrott varit konstant åren 2005–2015 för manliga offer, men för kvinnor syntes en ökning åren 2013–2015 (se figur 2).

#### Våldtäktsstatistik
Sverige har den högsta frekvensen av rapporterade våldtäkter i Europa och en av de högsta i världen. I Sverige ökade antalet rapporterade våldtäkter per 100 000 invånare med 170 procent åren 2004 till 2011. 
Antal som dömts för våldtäkt har inte ökat i motsvarande grad och har vissa år minskat. Åren 1975–1980 dömdes i snitt 103 personer varje år. Åren 1981–2000 dömdes i snitt 135. Åren 2000–2007 hade antalet våldtäktsdömda ökat till i genomsnitt 167 per år.
|                                 | 1975 | 2003 | 2004 | 2005 | 2006 | 2007 | 2008 | 2009 | 2010 | 2011 | 2012 | 2013 |
| ------------------------------- | ---- | ---- | ---- | ---- | ---- | ---- | ---- | ---- | ---- | ---- | ---- | ---- |
| Totalt antal rapporter:         |      | 2235 | 2261 | 3787 | 4208 | 4749 | 5446 | 5937 | 5960 | 6532 |      |      |
| Rapporter per 100 000 invånare: |      | 25.0 | 25.2 | 41.9 | 46.3 | 51.8 | 59.0 | 63.8 | 63.5 | 69.2 |      |      |
| Antal lagförda:                 | 109  | 132  | 153  | 216  | 227  | 217  | 262  | 256  | 204  | 168  | 171  | 178  |

Enligt Brottsförebyggande rådet (Brå) är "det inte möjligt att bedöma och jämföra de faktiska nivåerna av våldsbrott [...] mellan länderna". Brå menar att ökningen i Sverige till stor del förklaras av förändringar i sexualbrottslagstiftningen som trädde i kraft den 1 april 2005 som innebar en bredare rättslig definition av våldtäkt än i andra länder med lägre krav på tvång, och även inkluderar vissa brott som tidigare klassificerades som sexuellt utnyttjande. Dessutom har polisen börjat registrera alla misstänkta och upprepade våldtäkter med separata polisrapporter. Brå hävdar att jämförelser baserade på offerundersökningar placerar Sverige på en genomsnittlig nivå bland europeiska nationer.
Den 1 juli 2013 utvidgades våldtäktsbegreppet ytterligare till att även omfatta passiva offer.
Ungefär 15 procent av alla män i vuxen ålder har utsatts för sexuellt våld och 5 procent av männen har utsatts för sexuella övergrepp där fysiskt våld eller hot om fysiskt våld har använts. Gärningsmännen har varit både män och kvinnor. År 2015 anmäldes 450 våldtäkter på män och pojkar i Sverige, men mörkertalet bedöms vara stort. År 2017 var antalet anmälningar 559, vilket utgjorde 8 procent av alla anmälningar. Den första akutmottagningen för män som utsatts öppnades 2015 på Södersjukhuset med specialutbildad personal dygnet runt. Motsvarande hjälp för kvinnor hade då funnits i 10 år.
Sjukvården observerade inte någon ökning i antalet patienter som söker för sexuella övergrepp på senare år förrän 2015. Den dramatiska ökningen av antalet anmälda våldtäkter som påbörjades redan innan dess tros därför främst bero på skärpt lagstiftning och breddat våldtäktsbegrepp.

#### Anmälningsbenägenhet
Våldtäkt är ett brott där anmälningsbenägenheten är låg. Brottsförebyggande rådet bedömde 2005 utifrån tidigare forskning att det inte var otänkbart att endast omkring 20 procent av alla våldtäkter anmäls till polisen, men noterade samtidigt att uppgifterna inte gjorde det möjligt att dra några säkra slutsatser om anmälningsbenägenheten i Sverige.
Av de anmälda våldtäktsbrotten är det endast i 12 procent av fallen åklagaren beslutar i åtalsfrågan (2005). Särskilt gäller detta då gärningspersonen är okänd för offret. Brå beräknade 2005 att knappt 60 procent av alla anmälda våldtäkter aldrig klaras upp. Av de drygt 40 procenten uppklarade våldtäktsbrotten utgör 12 procentenheter personuppklaring och 29 procentenheter teknisk uppklaring.

#### Statistik vid jämförelser
Det finns en debatt om att våldtäkter skulle vara mycket mer vanligt förekommande i Sverige än i de allra flesta andra länderna i EU. Brå:s undersökning (2008:23) för av andelen utsatta för sexualbrott har gett en delvis annan bild än EU International Crime Survey (2005). En jämförelse mellan flera olika EU-länder publicerad av Brå visar att Sverige generellt har legat på eller något över genomsnittet för de undersökta länderna, men att andelen utsatta för våldtäkt har ökat i den senaste undersökningen från 2005. Vilket är samma år som skärpningen av våldtäktslagen trädde i kraft. 
Brå menar att Sverige inte alls ligger högt när det kommer till våldtäkter trots att Sverige har en lagstiftning som är hårdare än i flertalet andra EU-länder när det kommer till synen på våldtäkt. En EU-studie från 2009 menar dock att det är sannolikt att det sker fler våldtäkter i Sverige än i övriga Europa och att detta i hög grad beror på Sveriges ungdomskultur, alkoholkultur och sexualkultur. Tidig sexualdebut, hög alkoholkonsumtion, ”fri sexualitet” och ”rätten till ett sent nej” ger helt enkelt fler våldtäkter.
Det är svårt att jämföra olika länders frekvens av sexualbrott som våldtäkt baserat på antalet polisanmälda brott. Jan Andersson, före detta generaldirektör för Brå, säger:
| ” | Inom den etablerade forskningen om brottsnivåer och brottsutveckling är man överens om att det inte går att bedöma och jämföra de faktiska nivåerna av våldsbrott som våldtäkt mellan länder genom att jämföra antalet polisanmälda brott. Skillnaderna mellan ländernas rättssystem och system för att skapa statistik över polisanmälda brott är nämligen inte bara stora – de är mycket stora. | „ |

I fallet våldtäkter finns en parameter som gör att Sverige internationellt sett sticker ut i våldtäktsstatistiken. Vid registrering av våldtäkter (men även andra våldsbrott såsom misshandel) tillämpas extensiv antalsräkning, det innebär att om det sker en gruppvåldtäkt räknas varje enskild gärningsmans deltagande i våldtäkten som en enskild våldtäkt i statistiken. I länder som inte tillämpar en extensiv antalsräkning kommer en gruppvåldtäkt bara räknas en gång i statistiken. Det är vanligt att anmälningsstatistiken, lagföringsdata med mera misstolkas (medvetet eller omedvetet) i politiska syften.
Att genom offerundersökningar uppskatta sexualbrottens omfattning är extremt svårt, bland annat beroende på skiftningen i synen på vad som är ett oacceptabelt sexuellt beteende mellan olika länder men också viljan att berätta om händelser över telefon till en intervjuare. Det är troligt att kvinnor i länder där jämlikheten är sämre i lägre utsträckning rapporterar om sexualbrott, och därför påverkar landets statistik på ett sådant sätt att det framstår som om sexualbrott händer mer sällan där jämfört med andra länder. Därför måste man vara extra försiktig och noga vid tolkning av det statistiska materialet.
I en studie av från Europeiska unionens byrå för grundläggande rättigheter 2014 dras slutsatsen att det finns ett starkt samband mellan ett samhälles nivå av jämställdhet och större offentliggörande av sexuellt och fysiskt våld mot kvinnor (se figur 3 nedan). Studien, som var baserad på intervjuer av 42 000 kvinnor i åldrarna 18–74, uppskattade att ungefär en tredjedel av alla kvinnor blivit utsatta för fysiskt eller sexuellt våld i EU. I toppen av listan återfanns Danmark (52 procent), Finland (47 procent) och Sverige (46 procent).

Figur 3. Ökningen tros delvis kunna förklaras med att ökad jämställdhet leder till större offentliggörande av fysiskt och sexuellt våld mot kvinnor.

## Våldtäkt mot barn
Om någon haft samlag med barn under 15 år bedöms det som våldtäkt även om något våld eller hot om våld inte förekommit. Det spelar ingen roll om det är gärningsmannen eller barnet som tagit initiativ till handlingen. Vid utredning om våldtäkt mot barn är hemlig rumsavlyssning (buggning) tillåten.
Den nya lydelsen av 4 § rörande våldtäkt mot barn lyder så.
| Den som har samlag med ett barn under femton år eller som med ett sådant barn genomför en annan sexuell handling som med hänsyn till kränkningens art och omständigheterna i övrigt är jämförlig med samlag, döms för våldtäkt mot barn till fängelse i lägst två och högst sex år. Detsamma gäller den som begår en gärning som avses i första stycket mot ett barn som fyllt femton men inte arton år och som är avkomling till gärningsmannen eller står under fostran av eller har ett liknande förhållande till gärningsmannen, eller för vars vård eller tillsyn gärningsmannen skall svara på grund av en myndighets beslut. |

Är brott som avses i första eller andra stycket att anse som grovt, döms för grov våldtäkt mot barn till fängelse i lägst fyra och högst tio år. Vid bedömande av om brottet är grovt skall särskilt beaktas om gärningsmannen har använt våld eller hot om brottslig gärning eller om fler än en förgripit sig på barnet eller på annat sätt deltagit i övergreppet eller om gärningsmannen med hänsyn till tillvägagångssättet eller barnets låga ålder eller annars visat särskild hänsynslöshet eller råhet.
- I ett rättsfall, NJA 2006 s. 510, som avser en man som haft upprepade samlag med fyra flickor mellan 12 och 15 år gamla, vilket renderat honom fängelse i tre år och sex månader, tydliggörs avgränsningen mellan våldtäkt av barn enligt 4 § och sexuellt utnyttjande av barn enligt 5 §.[48]
- I NJA 1993 s. 68 har man som utnyttjat sin styvdotter, 14 år, dömts för våldtäkt till fängelse två år och sex månader. Det jämförelsevis milda straffet beror på att Högsta domstolen samtidigt dömde till utvisning. Målet är intressant framförallt därför att flickan på grund av psykiska besvär inte kunde höras utan bevisningen utgjordes i väsentlig del av videoinspelade polisförhör.[49]

Frikännande dom
- Pojke, 17 år gammal som haft samlag med flicka, 14 och ett halvt år gammal, har frikänts av Högsta domstolen i dom 30 mars 2007 målnummer B 415-07 eftersom samlaget från hennes sida var frivilligt och för att det i målet stod klart att det inte inneburit ett övergrepp och att samlaget därför enligt 6 kap 14 § BrB är straffritt.[50][51]

### Prejudikat gällande våldtäkt mot barn i Högsta domstolen
Även 15 fall av våldtäkt mot barn har avgjorts.